# 毛織物
毛織物（けおりもの）は、動物の毛で作った糸で織られた織物である。

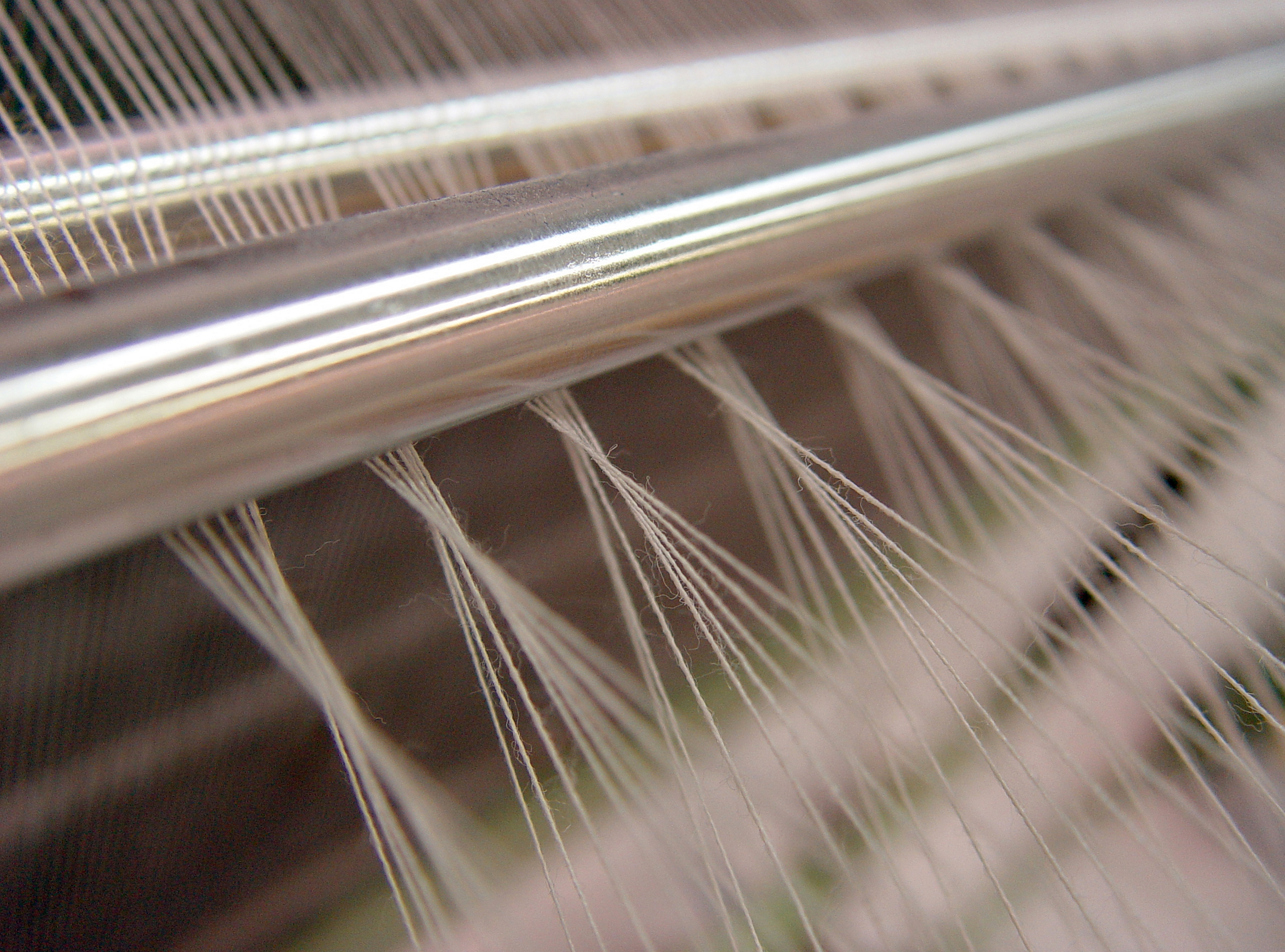
織機

## 概要
一般には羊の毛である「ウール」が知られているが、アンゴラヤギの「モヘヤ」、カシミアヤギの「カシミア」、ラクダの「キャメル」、アルパカの「アルパカ」などが知られている。
使用する糸の製法の違いで梳毛と紡毛とに大きく分類される。梳毛糸は比較的長い毛を選別し梳いて作成し、生地は薄く艶がありスーツなどに用いられる。紡毛糸は短い毛も利用し紡いで作成し、生地は毛羽立ちツイードやコートなどに用いられる。

日本でも古くから越後国が「兎褐（とかち）」と呼ばれるウサギの毛を織り込んだ毛織物の産地として知られており、『扶桑略記』にも慶雲元年（704年）に朝廷に献上された記事が存在する。もっともこれは限定的なものであり、本格的な毛織物工業の成立は明治時代以後のことである。江戸時代の毛織物の使用は、大名や将軍に限られていた。

## 主な毛織物
- アンゴラ
- ウールシャンタン
- カルゼ（Kersey)- タテ糸に杢糸もしくは霜降り糸の2本引き揃え、ヨコ糸に単糸（もしくは2本引き揃え）を使用した2/2綾織物。名称はイギリスのサッフォード州の毛織物の産地カージーに由来する。
- ギャバジン - 背広や外套に使われる。
- サージ（Serge:セル地） - 背広や外套に使われる。アイロンを掛けるとテカリが出やすい。
- サキソニー (Yarn)（サクソニー）
- ジャージー
- シャークスキン (Sharkskin) - 外套や背広に用いられる。真夏に使われる。
- ツイード : スコットランド・アイルランド産の太い羊毛を用いた毛織物。
- ドスキン (Doeskin) : 羽毛をしゅす織りにしたもの。
- トロピカル
- フランネル、本ネル : 羊毛を平織り・綾織りにし、縮圧して起毛したもの。
- ブロード（ポプリン）
- ベロア
- ホームスパン (Donegal tweed) : 手紡ぎの太い毛糸を用いた手織りの布地又は、手織りの布地に似た目の粗い生地。(ホーム スパン運動（英語版）以来作られるようになった)
- ポーラ (又はフレスコ) - 夏用の織物。
- マットウース (Worsted) - 英語で梳毛糸の事。
- ラシャ - 外套に使われる。Pコートなど。
- メルトン (Melton) - 外套に使われる。
- 毛布
- モヘヤ
- モスリン